# Silvano Atonita
São Silvano Atonita ou São Silouan do Monte Athos (em grego:  Όσιος Σιλουανός ο Αθωνίτης; em russo:  Святой Силуан Афонский, nascido Семён Иванович Антонов, transl. Simyon Ivanovich Antonov; Shovsk, Império Russo, 1866 - Monte Atos, Grécia, 24 de setembro de 1938) foi um monge ortodoxo do Mosteiro de São Pantaleão, no Monte Atos, na Grécia.

## Biografia
Simyon Ivanovich Antonov nasceu no vilarejo de Shovsk, no governorado de Tambov (hoje Shovskoye, no oblast de Lipetsk), filho de pais ortodoxos russos. Com vinte e sete anos, após um período nas forças armadas, foi para o Mosteiro de São Pantaleão, onde foi tonsurado monge e recebeu o nome de Silvano.
Um ardente asceta, experienciou visões de Jesus Cristo e recebeu o dom espiritual da oração incessante. Conhecido por sua grande humildade e paz interior, foi descrito por São Nikolaj Velimirović como um verdadeiro psicólogo. O místico católico romano Thomas Merton descreveu-o como o monge mais autêntico do século XX.
São Silvano faleceu em 24 de setembro de 1938, e foi glorificado pelo Patriarcado Ecumênico em 1987. Sua biografia e seus escritos foram registrados por um de seus filhos espirituais, São Sofrônio de Essex